# St. Elmo (Illinois)
St. Elmo is een plaats (city) in de Amerikaanse staat Illinois, en valt bestuurlijk gezien onder Fayette County.

## Demografie
Bij de volkstelling in 2000 werd het aantal inwoners vastgesteld op 1456.

## Geografie
Volgens het United States Census Bureau beslaat de plaats een oppervlakte van 2,6 km², waarvan 2,5 km² land en 0,1 km² water.

## Plaatsen in de nabije omgeving
De onderstaande figuur toont nabijgelegen plaatsen in een straal van 24 km rond St. Elmo.